# Elizabeth Barrington
Elizabeth Barrington (ur. 25 grudnia 1941 w Mobile, zm. 27 stycznia 2011 w Los Angeles) – amerykańska aktorka i kaskaderka.

## Wybrana filmografia
- 1975: When Things Were Rotten
- 1985: Dom
- 1986: Złote dziecko
- 1988: Na łonie natury
- 1990: Marzyciel Oz jako Pani Munchkin
- 1997: Kroniki Seinfelda jako Mama